# No Nuclear War
| Оценки критиков | Оценки критиков |
| Источник        | Оценка          |
| --------------- | --------------- |
| Allmusic        | [ 1 ]           |

No Nuclear War (с англ. — «Нет ядерной войне») — седьмой и последний альбом Питера Тоша, выпущенный в 1987 году на лейбле EMI Records. В 1988 году получил премию Гремми за лучший регги альбом. Это была вторая номинация Гремми Тоша, Live-альбом Captured Live был номинирован в той же категории в 1985 году.

## Список композиций
Слова и музыка всех песен — за авторством Питера Тоша.
| №  | Название             | Длительность |
| -- | -------------------- | ------------ |
| 1. | «No Nuclear War»     | 4:54         |
| 2. | «Nah Goa Jail»       | 4:45         |
| 3. | «Fight Apartheid»    | 5:02         |
| 4. | «Vampire»            | 3:33         |
| 5. | «In My Song»         | 4:16         |
| 6. | «Lessons In My Life» | 3:58         |
| 7. | «Testify»            | 5:36         |
| 8. | «Come Together»      | 4:26         |

| №  | Название                          | Длительность |
| -- | --------------------------------- | ------------ |
| 9. | «No Nuclear War (Single Version)» | 3:32         |

## Участники записи
- Питер Тош — вокал, ритм-гитара, клавишные, бэк-вокал, горн
- Дэнни Файерхаус, Джордж «Fully» Фулвуд, Либер «Gibby» Моррисон — бас-гитара
- Карлтон «Santa» Дэвис — ударные
- Кит Стерлинг. Тирон Дауни — клавишные
- Скалли Симс, Озия Томпсон — перкуссия
- Дэвид Мэдден, Дин Фрейзер, Джуниор «Chico» Чин, Рональд «Nambo» Робинсон — горн
- Синтия Шлосс, Джун Лодж, Надин Сазерленд, Пэм Холл, Радди Томас — бэк-вокал